# Jože Plečnik (spoorwegen)
De Jože Plečnik is een Europese internationale trein voor de verbinding Ljubljana - Praag. De trein is vernoemd naar de Sloveense architect Jože Plečnik die diverse gebouwen in Ljubljana heeft ontworpen en een grote bijdrage heeft geleverd aan de restauratie van de Praagse burcht.

## EuroCity
De Jože Plečnik is op 11 december 2005 in het EuroCity-net opgenomen als directe verbinding tussen Praag en Ljubljana. De trein volgt hierbij de Phyrnbahn, die tussen 1901 en 1906 door Oostenrijk-Hongarije langs de historische handelsroute over de Phyrnpas is aangelegd, ten behoeve van het goederenverkeer tussen Bohemen en de zeehaven Triëst. In 1906 een binnenlandse rit, 100 jaar later twee grensovergangen, één bij Horni Dvoriste en de andere bij Spielfeld-Straß terwijl de trein ook niet doorrijdt tot Triëst. De trein is eind 2009 weer uit de dienstregeling genomen.

### Route en dienstregeling
| zuidwaarts | land       | station              | km | noordwaarts |
| ---------- | ---------- | -------------------- | -- | ----------- |
|            | Tsjechië   | Praha hlavní nádraží |    |             |
|            | Tsjechië   | Praha-Vršovice       |    |             |
|            | Tsjechië   | Benešov u Prahy      |    |             |
|            | Tsjechië   | Tábor                |    |             |
|            | Tsjechië   | Veselí nad Lužnicí   |    |             |
|            | Tsjechië   | České Budějovice     |    |             |
|            | Tsjechië   | Rybník               |    |             |
|            | Tsjechië   | Horní Dvořiště       |    |             |
|            | Oostenrijk | Summerau             |    |             |
|            | Oostenrijk | Freistadt            |    |             |
|            | Oostenrijk | Pregarten            |    |             |
|            | Oostenrijk | Linz Hbf             |    |             |
|            | Oostenrijk | Kirchdorf a.d. Krems |    |             |
|            | Oostenrijk | Selzthal             |    |             |
|            | Oostenrijk | Leoben               |    |             |
|            | Oostenrijk | Graz Hbf             |    |             |
|            | Oostenrijk | Leibnitz             |    |             |
|            | Oostenrijk | Spielfeld-Straß      |    |             |
|            | Slovenië   | Maribor              |    |             |
|            | Slovenië   | Pragerseko           |    |             |
|            | Slovenië   | Celje                |    |             |
|            | Slovenië   | Zidani Most          |    |             |
|            | Slovenië   | Ljubljana            |    |             |